# Adagio en mi mayor para violín y orquesta (Mozart)
El Adagio para violín y orquesta en mi mayor, K. 261 fue compuesto por Wolfgang Amadeus Mozart en 1776. 
Fue escrito probablemente para reemplazar el movimiento lento original de su Concierto para violín n.º 5 en la mayor (KV 219). Se cree que Mozart lo compuso específicamente para el violinista Antonio Brunetti, que se quejó de que el movimiento lento original era "demasiado artificial".

## Instrumentación
La pieza está escrita para violín solo, dos flautas, dos trompas y cuerdas.